# Bureau des Longitudes
Das Bureau des Longitudes (Längenausschuss) ist eine 1795 gegründete astronomische Institution in Frankreich. Seit dem 2. Juni 1998 trägt die Einrichtung den Namen Institut de mécanique céleste et de calcul des Ephémérides (IMCCE) und gehört zum Pariser Observatorium.

## Aufgaben
Die Aufgabenstellung hat sich im Laufe der Jahrhunderte stark verändert. Heute ist das Bureau des Longitudes eines der astronomischen Zentren für Ephemeridenrechnung. In internationaler Arbeitsteilung wurden einigen Instituten besondere Aufgaben zugewiesen. Institute, die Ephemeridenrechnungen für die Astronomen aller Welt betreiben, sind vor allem: das United States Naval Observatory (USNO), das Astronomische Rechen-Institut (ARI) und das Bureau des Longitudes. Der Sitz des Bureau des Longitudes befindet sich in Paris.

## Geschichte
Das Bureau des Longitudes wurde am 25. Juni 1795 aufgrund eines noch heute gültigen Gesetzes des Nationalkonvents nach Anhörung eines gemeinsam vom Marineausschuss, dem Finanzausschuss und dem öffentlichen Bildungsausschuss erstellten Berichts gegründet. Bereits 1714 wurde in Großbritannien das Board of Longitude gegründet, welches sich ebenfalls mit den astronomischen Problemen befasste, die sich aus der Bestimmung der Längengrade ergaben.

## Mitglieder
Mitglieder des ersten Komitees von 1795
- Louis Antoine de Bougainville
- Jean-Charles de Borda
- Jean-Nicolas Buache
- Noël Simon Caroché (1744–1813)
- Jean Dominique Comte de Cassini
- Jean-Baptiste Joseph Delambre
- Joseph-Louis Lagrange
- Jérôme Lalande
- Pierre-Simon Laplace
- Pierre Méchain

Weitere Mitglieder
- François Arago
- Augustin Louis Cauchy
- Roger Cayrel
- Hervé Faye
- Hippolyte Fizeau
- Léon Foucault
- Paul Helbronner
- Noël Marie Paymal Lerebours
- Claude Louis Mathieu
- Charles Messier
- Henri Poincaré